# 시대정신
시대정신(時代精神, 독일어: Zeitgeist 차이트가이스트[*], 영어: spirit of the age, spirit of the time)은 한 시대에 지배적인 지적·정치적·사회적 동향을 나타내는 정신적 경향이다. 이 용어는 18세기 후반부터 19세기에 걸쳐 독일을 중심으로 등장하였다.
시대정신이라는 개념의 근원을 살펴보면 독일의 철학자 요한 고트프리트 헤르더가 제시한 민족정신(국민정신)이라는 개념에까지 이르게 된다. 헤르더는 민족적인 정신문화(민족적 언어 또는 시)에 깊은 관심을 가지고 인류사를 인간정신의 완성으로 향하는 보편적 역사라고 파악하는 생각을 제시하였고, 시대의 정신을 나타내는 '민족의 정신'이라는 말을 사용했다.
변증법 철학을 주창한 헤겔은 민족정신을 세계사의 각 발전 단계에서 보편적인 '세계정신'의 현상으로 파악하고, 민족정신에서 볼 수 있는 역사적·시대제약적 성격(비철학의 소극적 성격)을 분명히 했다. 여기서 출발하여, 보편적인 인간 정신이 특수적·역사적 현실 속에 펼쳐있는 가운데, 한 시대의 정신문화를 나타내는 시대정신이 존재한다고 보는 견해가 확립되었다. 이같은 생각은 19세기에 걸쳐 역사학, 법학, 경제학 등 다양한 분야로 확산되었다.
빌헬름 딜타이는 헤겔보다 구체적으로, 생활 체험의 시점에서 시대정신을 파악하였다. 헤겔의 형이상학적 구성과는 달리, 주어진 삶의 현실로부터 출발해야 한다고 했으며, 시대정신을 지·정·의의 '작용 연관'으로 파악하였다. 가치 체계를 핵심으로 하여, 그 작용 연관이 표출되는 가운데 시대정신을 이해하는 정신과학(독일어: Geisteswissenschaften)을 제창했던 것이다. 이러한 방법은, 이후에 유럽에 큰 영향을 주었다.
오늘날, 위와 같은 철학적인 정의보다는, 단지 그 시대에 특유의 사회적 상식을 가리켜 '시대정신'이라고 부르기도 한다. 예를 들어, 리처드 도킨스는 저서 《만들어진 신》에서 여성의 선거권 획득 등으로 대표되는 사회 상식의 변화를 설명할 때에 이 말을 사용하고 있다.

## 같이 보기
- 역사주의
- 정신과학
- 인식론
- 패러다임